# سيباستيان غريغوري
سيباستيان غريغوري (بالإنجليزية: Sebastian Gregory)‏ هو ممثل أسترالي، ولد في 3 مارس 1990 في أستراليا.

## وصلات خارجية
- سيباستيان غريغوري على موقع IMDb (الإنجليزية)
- سيباستيان غريغوري على موقع قاعدة بيانات الفيلم (الإنجليزية)